# 9Н24
9Н24 (рос. осколочный боевой элемент 9Н24) — осколково-фугасний касетний бойовий елемент ракети 9М79-1 з касетною бойовою частиною 9Н123К ракетного комплексу «Точка-У».

## Опис
Касетна бойова частина 9Н123К ракети 9М79-1 тактичного ракетного комплексу «Точка-У» розкривається на висоті близько 2250 м, вишибним зарядом розкидається 50 касетних бойових елементів осколково-фугасної дії (англ. high explosive fragmentation, HE-FRAG) 9Н24.
Бойовий елемент 9Н24 важить 7,45 кг. В ньому міститься 1,45 кг вибухової речовини А-IX-2 (суміш 73 % гексогену, 23 % порошку алюмінію, 4 % воску як флегматизатора), оточеної 18 кільцями частково підготовлених уламків. При вибуху бойовий елемент викидає близько 316 уламків.
Бойовий елемент має контактний підривач 9Э237, який приводиться в бойове положення при викиданні бойового елемента з контейнера бойової частини.
Стабілізація бойового елементу у вертикальне положення в польоті відбувається завдяки прикріпленим капроновим стрічкам. Підривач спрацьовує при ударі об тверду поверхню (землю, тощо) при куті зустрічі в проміжку 25°…90°.
Підривач має функцію самознищення, яка має гарантувати підрив бойового елемента через 32…60 секунд після викидання з контейнера.
Відомо про створення бойових елементів 9Н24 з вибуховою речовиною А-IX-20 (суміш 78 % гексогену, 19 % порошку алюмінію, 3 % воску).
Касетна бойова частина забезпечує знищення точкових цілей на площі 3,5-7 гектар 15800 осколків.
Бойову частину було створено в НДІ-24, спорядження відбувалось на Брянському хімзаводі та Новосибірському заводі штучного волокна.

## Тактико-технічні характеристики
Касетний бойовий елемент 9Н24 має такі характеристики:
- Маса: 7,45 кг
- Маса вибухової речовини: 1,45 кг
- Вибухова речовина: А-IX-2
- Приблизна кількість уламків: 316
- Пересічна маса уламка: 7 г

Ракета 9М79-1 з касетною бойовою частиною 9Н123К:
- Максимальна відстань: 70 км/120 км
- Маса ракети: 2000 кг/2010 кг
- Довжина: 6410 мм
- Бойова частина: 50 касетних бойових елементів 9Н24

## Галерея
Залишки бойової частини 9Н123К та касетні бойові елементи 9Н24

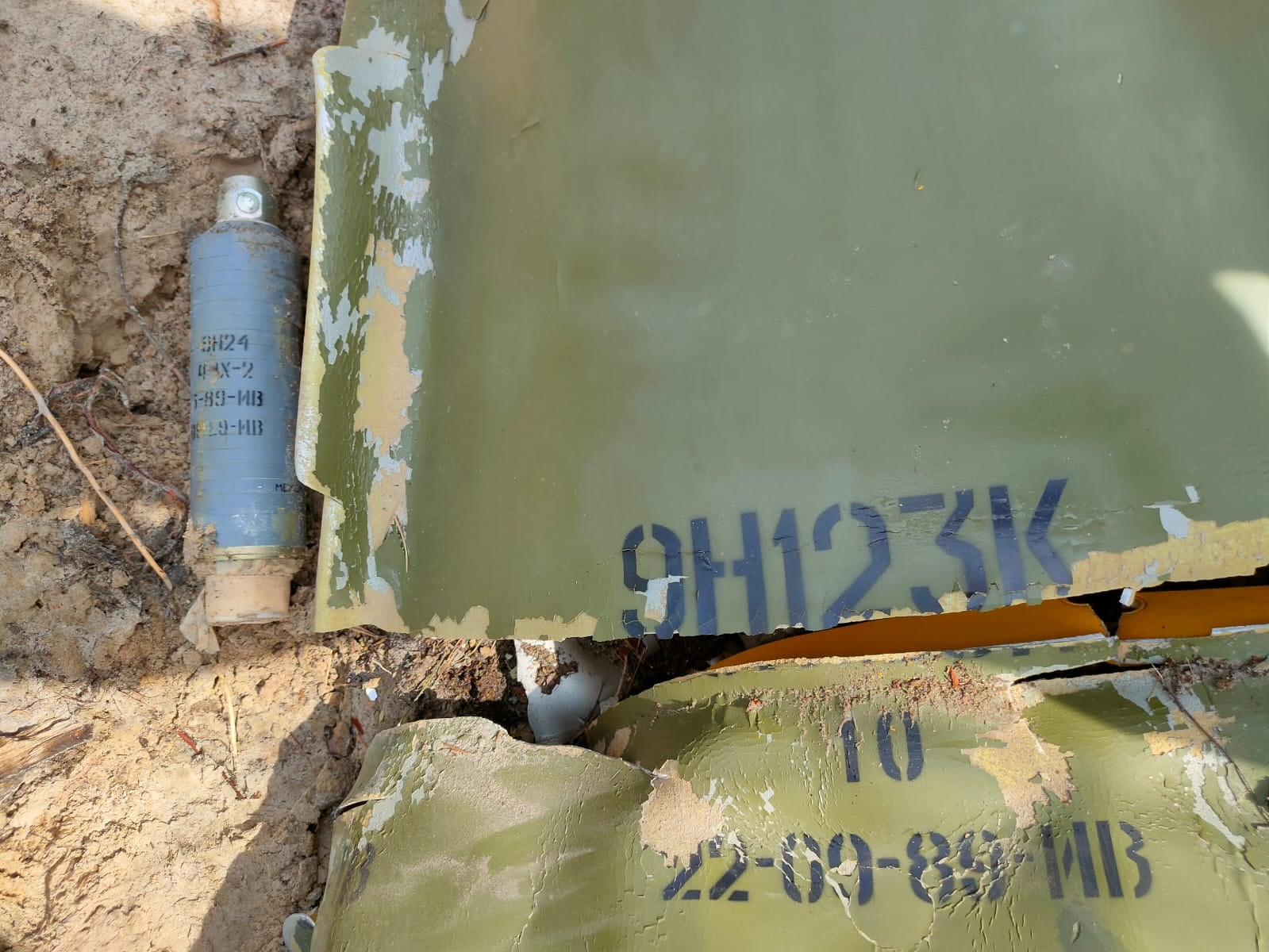
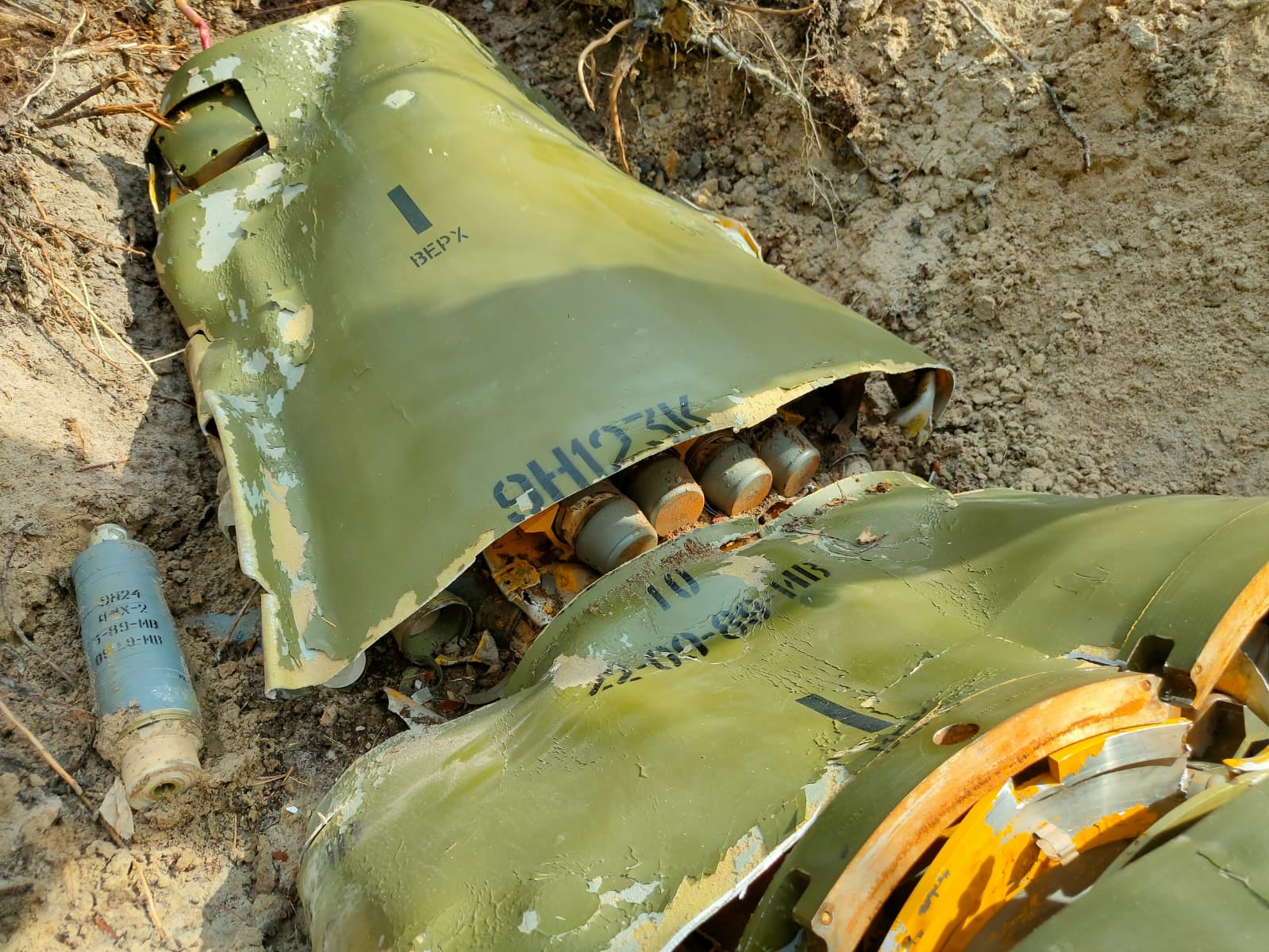
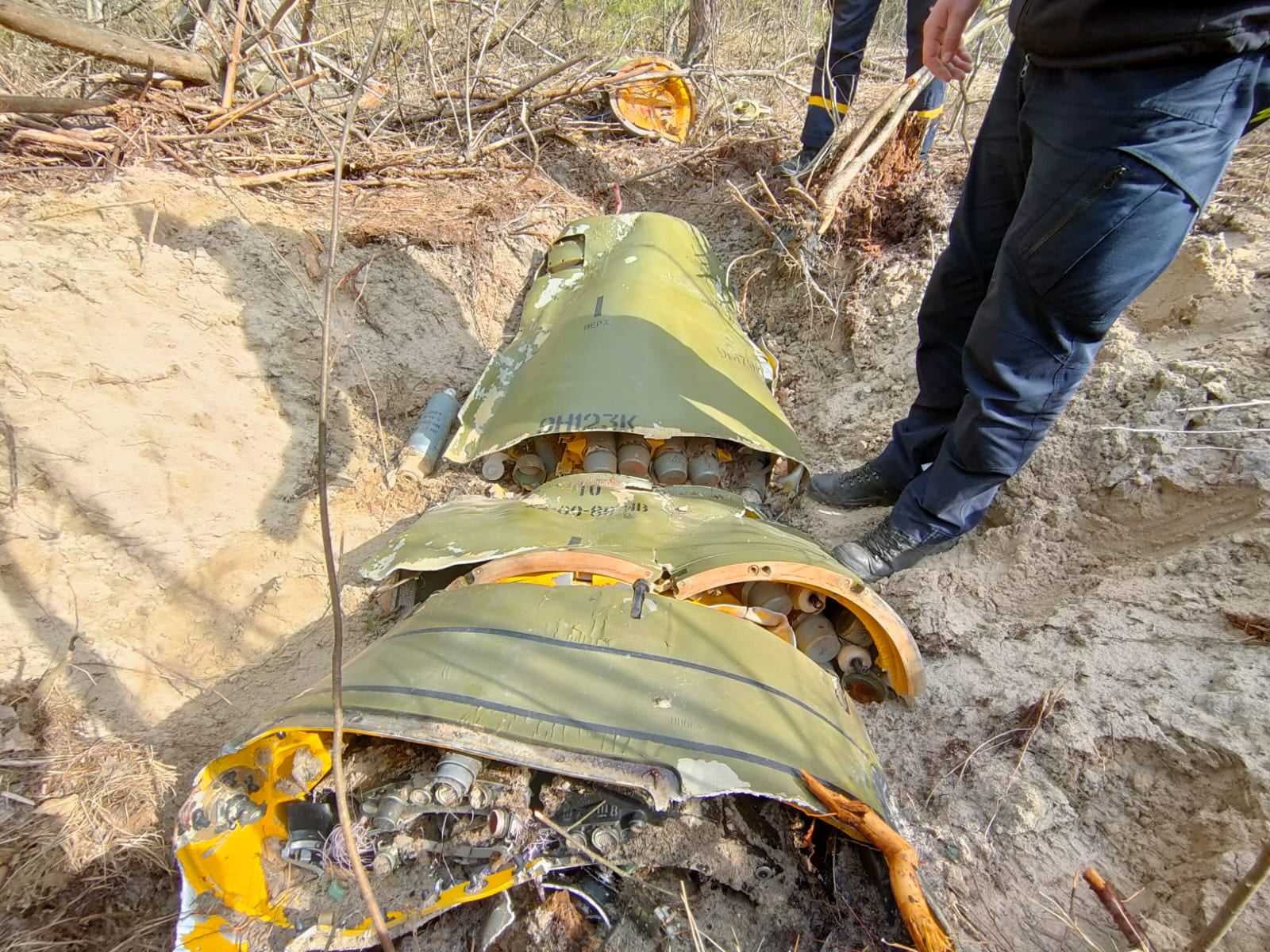

 Вікісховище має мультимедійні дані за темою: 9Н24